# 天保異聞 妖奇士
『天保異聞 妖奇士』（てんぽういぶん あやかしあやし）は、ボンズ制作のテレビアニメ。

## 概要
毎日放送制作で、TBS系列にて2006年10月7日（静岡放送（SBS）と中国放送（RCC）は10月14日）から2007年3月31日（SBSとRCCは4月7日）まで放送された。放送時間は18時00分 - 18時28分。1週間遅れの地域では17時30分 - 17時58分。MBS土6枠最後の4:3SD画質制作アニメでもある。
制作会社が同じBONESである背景もあり『鋼の錬金術師』とスタッフやキャストも多くが共通している。MBSのレギュラー番組では初めて、地上デジタル放送のデータ放送を番組連動式として配信していた。
テレビシリーズ放送終了後には、その後日談を描くOVAの制作が発表され、『天保異聞 妖奇士 奇士神曲』（てんぽういぶん あやかしあやし あやししんきょく）のタイトルで、テレビシリーズのDVD第6巻以降に全5話が収録された。

## テレビシリーズの早期終了とその後
漢神など、劇中に登場する漢字の由来は漢文学者・白川静の説に基く。企画の竹田青滋は「このアニメを通じて子供達に漢字の意味などを知ってほしい」と、2006年12月19日付産経新聞の文化欄で語っていた。また、天保年間の時代背景や江戸の習俗といった要素を取り入れて史実に基いた内容としていたが、その「史実に基づいた江戸」が時代劇などのイメージと異なって地味すぎたことや、江戸時代の売春宿とも言える遊廓を舞台にしたり、カニバリズムを想起させる中毒性の強い妖夷の肉を食べるという設定が児童層や若年層には受け容れられず、視聴率は低迷した。
本作は、それまで1年間放送したアニメや特撮が続いたMBS土6枠作品としては初の2クール終了となったが、『オトナアニメvol4』掲載の會川昇のインタビューによると、元来番組は半年契約であり、その更新がされなかったということらしい（あくまで「局側としては」であり、制作側は4クールを予定していた）。それに加え、「放送終了の直接の原因は視聴率ではない」とも語っているが、2クールで終了した背景を語っている部分は「中略」と伏せられている。
2007年3月には、東京都の独立局であるTOKYO MXの公式サイトの放送予定欄で本作の再放送を行う旨が告知され、同年4月から10月まで全25話が再放送された。こういった、MBS・TBS系での本放送終了直後にTOKYO MXで再放送されるケースは、その後のMBS制作作品『地球へ…』や『DARKER THAN BLACK -黒の契約者-』などでも踏襲されている。
後番組は『機動戦士ガンダム00』（第1シーズン）を予定していたが上記のように2クールで終了しそれまでの繋ぎ番組として『地球へ…』を放送することになった。これ以降、MBS制作の全国ネットアニメで（単独番組として）2クールを超えて放送された作品は『鋼の錬金術師 FULLMETAL ALCHEMIST』（2009年）まで途絶えることになる。
上記のように日本国内では低迷していた本作であるが、終了後には海外への番組販売が行われ、アメリカやヨーロッパでは好成績を残している。

## ストーリー
時は天保14年。マシュー・ペリー提督の黒船が来る10年前の江戸の町では、異界から骨肉を持った獣「妖夷」（ようい）が出没し、人々を襲っていた。それに立ち向かうのは、「蛮社改所」（ばんしゃあらためしょ）と呼ばれる組織に属する、「奇士」（あやし）と呼ばれる者であった。

## 登場人物

### 蛮社改所

#### 奇士
竜導 往壓（りゅうどう ゆきあつ）
声 - 藤原啓治 / 進藤尚美（少年時代）
本作の主人公。39歳。幼名を爽也（そうや）と言い、その当時に現世とは別の場所である「異界」に迷い込んだ際、森羅万象各々の持つ名前を漢字として取り出しそれに秘められた真の意味を引き出すことで己が力とすることが可能な、「漢神」（あやがみ）という特殊能力を得る。
町の人間からは「ゆき」と呼ばれる。左腕には、浮民の証である入れ墨が彫られており、自らに漢神を使用する時はそこから文字が出現し武器となる。生来は旗本の人間だったが、異界から戻って以降は何をしても満たされず、また異界に連れ戻される恐怖心から逃げていたため、結果的に全てを失ってしまう。浮浪者同然の生活をしていたが、漢神の能力を買われて蛮社改所に加わることとなった。過去に親友の雲七を殺めてしまい、罪悪心から漢神の能力で雲七を作ったが、それに関しての記憶は彼が自分にしか見えないと発覚するまで封じられていた。父親（声 - 黒田崇矢）がいる。
説五によると15年前は用心棒の浪人で、喧嘩・博打・女に手を出していた。
小笠原 放三郎（おがさわら ほうざぶろう）
声 - 川島得愛
20歳。若くして蛮社改所の頭取を務める。内田弥太郎の下で算学を学んだ優秀な蘭学者であるが、甲骨文字にも造詣が深い。冷静沈着で的確な判断力を持つ。鳥居に近い旗本・小笠原 貢（おがさわら みつぐ）の養子となることで蛮社の獄を免れた経緯から、自身の主張を押し殺して鳥居の指示を仰いでおり、友人である加納政之進を斬らなければならなくなるなど、鬱屈した生活を送っている。ただ、単なる堅物なタイプではなく、字は上手いが絵は下手だったり、剣術は好きではないが拳闘の腕は立つという面も持つ。
江戸 元閥（えど げんばつ）
声 - 三木眞一郎
日比谷の地下にあり、徳川家より古くから江戸を守っていたと言われる、前島聖天の神主。27歳。表に出る時は何故か女装をすることが多い。蘭学者達から押収した大砲などを使い、射撃の腕を活かして戦う。蛮社改所の面々中、最も妖夷の肉を好んで食べる。酒と女に関しては奔放な性格をしており、吉原遊廓では一目置かれる存在。愛称は「江戸元」（えどげん）。鋭いように見えるが、妖夷に化かされて泥の酒を飲まされたり、出番が少ない回ではアビと共に飲んだくれるような一面も見せる。
表向きの仕事として、下町でところてんのぼてふりに扮している。射撃の腕はここでも活かされており、路上から二階で皿を持って待つ客の所へ「天突き」でところてんを飛ばし、少しも零さず乗せられるほど。
自分を縛る前島聖天に祀られている地の神に対する好奇心から、西の者とも通じている。
宰蔵（さいぞう）
声 - 新野美知
歌舞伎小屋に生まれた14歳の少女。歌舞伎一座を生業としていた家を継がせるため、父親に男児として育てられ、普段の服装も元服前の少年のようなものである。男性的な言動が目立つが、酒の妖夷相手に服が透けたことを気にしていたことから、多少は女性としての自覚はあるらしい。
妖夷との戦闘時には、歌舞伎道具の扇子を主に使用して戦う。また、舞踏用の巫女服の姿になり、妖夷が好むとされる「神に捧げられた舞踏」（アメノウズメの舞。何故かフィギュアスケート似）を舞うことで妖夷を誘き出し、自身に惹き付けて鎮めることができる。小笠原に忠誠を尽くしているが、OVAではそこを付け込まれて長英に利用されてしまうことになる。
幼いころは父親に可愛がられていたものの、年を重ねる毎に女性特有の体型となっていく宰蔵に対し、「スラッとした、夢に出てくる様な若衆」が好みであった父親は、次第に歯牙にも掛けなくなってしまった。やがて芝居小屋周辺が火事に見舞われた際、宰蔵は火の手が迫っていることを父親に知らせるために芝居小屋へ駆け付けたが、舞台上で同一座の若い男性役者に心身ともに惚れ込んでいる父親の姿を目撃してしまい、愕然とする。宰蔵が火事の報告も忘れてその場から逃げ去ったことで、父親は火事場から逃げ遅れて帰らぬ人となった。この出来事が奇士となった後の宰蔵自身のトラウマや、説八-説十に出現した妖夷「無慈儺」（むじな）による被害を本格的に生む要因となってしまう。自分の名である「宰蔵」の「宰」の字に罪という意味が宿っていることに苦しむが、放三郎によって俗説であったと判明。本当の意味は「王を補佐する」であった。
吉原では奇士の中で一番人気の様子。話数が進むにつれ、表情のデフォルメ化等、ギャグ担当キャラクターの一面を覗かせる様になった。
アビ
声 - 小山力也
奇士の中で唯一、素手で戦う術を持つ男性。24歳。「山（サン）の民」の出身の巨漢。古代の獣の骨を削り出して作った槍を武器として戦う。また料理の腕にも長けており、妖夷の肉を鍋料理・焼肉・干物などに仕上げるのは彼の専門。かつて妖夷を神と崇めていたが、妖夷に姉・ニナイをさらわれたのをきっかけに山の民を抜けた（「神隠し」を参照）。その真相を知った後も、山の民には戻らず奇士を続けている。
ちなみに、アビという名はエミシの言葉で火山を意味する。日頃は山の民の知識を活かし、猫の蚤取りを表向きの生業としている。

#### 奇士以外の者
アトル
声 - 折笠富美子
メキシコで文明を築いたアステカ人の血を受け継ぐ、「メシカの民」の褐色の肌を持つ13歳の少女。テキサスに移住するも戦争に巻き込まれ、一族は全滅。メキシコに留まった支倉常長使節団の末裔に聞いた話から、日本にこそ自分の望んだ国があると希望を抱いて雪輪と共に海を渡るが、日本でも異国人であるが故に故郷同様の差別を受けてしまう。そんな日々の中、使節団の末裔の喋っていた日本語を必死に思い出してほぼ独学で日本語を学んだ結果、旅で出会った見世物小屋の一座で働き始める。その際は、肌の色を隠すために白塗を施し、亜馬（おうま）という偽名を使っていた。
後に往壓を始め奇士達と出会うが、当初は雲七を「ディアブローマ」と呼び、その親友として付き合っていた往壓と共に嫌悪していた。しかし、雪輪の起こした事件をきっかけに奇士達とも和解に至り、江戸元閥の薦めで吉原に身を寄せている。なお、嬉野花魁曰く「預りもの」なので、客を取ってはいない。その後は、「ここに居ろ」と居場所を示してくれた狂斎の存在を気に掛けている。往壓に気があるようである。
雪輪（ゆきわ）
アトルが連れている巨馬。「雪輪」の名は額の白い輪のような模様から。アトルからは「ケツアル」とも呼ばれている。かつてテキサスでアトルの一族が虐殺された際に絵画から飛び出た、異国の神とされるケツアルコアトルの普段の姿。本体は羽の生えた巨大な蛇のような姿で、全身を高速回転させて光る円盤と化し、その高速を活かした飛行や突撃が可能となる。鳥居に捕らえられ、遊兵の血を受けたことで本体に戻り暴走を始めるが、雲七と融合することで沈静化。再び雪輪の姿に戻った後は、雲七と意識を共有する存在となった。
ちなみに、雪輪の姿に戻った後も全身を光る円盤と化すことが可能で、ことあるごとにアトルや竜導を乗せて飛んでいる。また、雪輪のままで翼を生やした姿となって飛行することも可能である。
雲七（くもしち）
声 - うえだゆうじ
本名は七次（しちじ）。往壓とは馴染みの博打打ち。「雲七」という名の由来は、往壓とつるんでいた時分に、「あんたが“竜”で俺は“雲”」という馴れ合いの言葉遊びから来た渾名。常に賽子（サイコロ）を持ち歩き、突然現れては消えていく神出鬼没な人物。実は、往壓とアトルにしか見えない幽霊のような存在であり、アトルからは「テスカトリポカ」や「ディアブローマ」と呼ばれていた。その正体は、往壓が15年前に意図せず七次を殺めてしまった際、自分の犯した罪による自責の念により、知らず知らずの内に漢神の力を使って生み出した「雲」という字に「自分の記憶の中の七次」と「罪の記憶」を封じて、それを七次の亡骸に移したことによって具現化した、七次本人とは全く異なる別の存在であった。
河鍋 狂斎（かわなべ きょうさい）
声 - 高山みなみ / 星野充昭（40年後）
実在の人物。狩野派の絵師であり、妖怪画でも有名である。天保14年時点（14歳）ではまだ少年であり、甲斐 周三郎（かい しゅうざぶろう）の幼名を持っていたが、本人は既に「狂斎」と名乗り、周囲からもそう呼ばれていた。土井利位が藩主を務める古河藩の藩士の家に生まれたために、刀一式も一応は差している。絵師になるべく日々修行中の身であり、吉原には浮世見物という名目で入り浸っている。
初登場の説十三冒頭では、40年後の彼がジョサイア・コンドルと話していた。師匠と行った日光で竜（駁）を目撃し、玉兵の話から奇士の存在を知って興味を覚え、強い好奇心からもその仕事に顔を突っ込むようになる。言動には反骨精神や観察力がうかがえるが、まだ歳相応の幼さを残している部分もあり、竜導にたしなめられることも。アトルを気に掛けている。

### 南町奉行所
鳥居 耀蔵（とりい ようぞう）
声 - 若本規夫
実在の人物。老中首座水野忠邦の懐刀で、天保の改革の推進者。南町奉行として、「蛮社の獄」を始め様々な謀略事件を引き起こした。鳥居耀蔵甲斐守の「耀」と「甲斐」から「妖怪」とあだ名されるほど忌み嫌われており、洋学者を排除するも自身は海外情勢などに精通している身でもある。往壓の叔父にあたる。作中では何らかの思惑を持っており、往壓が妖士になることを条件に蛮社改所の設立を許可した。また、遊兵を多数従えている。
悪役として描写される事の多い人物だが、本作での鳥居は冷徹な策略家ではあるものの、あくまでも「天下万民のために私心無く行動する人物」として描かれており、単純な悪役ではない。
担当声優の若本は、本作と同じく天保年間が舞台で會川昇が脚本の『大江戸ロケット』でも、鳥居を演じている。會川によると当初「蛮社改所」は鳥居配下の組織という設定だったが、『大江戸ロケット』との重複を避けるべく変更したとのこと。
花井 虎一（はない とらいち）
声 - 西村朋紘
実在の人物。蘭学者であり、同じ尚歯会であった彼が仲間を讒言したことにより、蛮社の獄が始まる。その後、鳥居の部下として暗躍した。作中では他の面々より、やや小心者らしく描かれている。
本庄 辰輔（ほんじょう たつすけ）
声 - 佐々木誠二
実在の人物。またの名を本庄 茂平次（ほんじょう もへいじ）。元長崎の役人で、長崎会所と高島秋帆を讒訴するための情報を鳥居に流したことにより、彼の部下に取り立てられた。個人的に異国や異界といった此処ではないどこかに憧れる者を嫌っているため、奇士を目の敵にしている。また、後には剣豪・井上 伝兵衛（いのうえ でんべえ）を暗殺した報復に、護持院ヶ原で敵討ちに遭った。その顛末は歌舞伎や小説（吉村昭の「敵討」等）の題材として有名。
松江 ソテ（まつえ ソテ）
声 - 津田匠子
実在の人物。本庄の親戚筋に当たる女性で、鳥居の命により本庄と共に教光院事件などの探索を行った。劇中では鳥居の部下として、花井や本庄と行動を共にする。ニナイと同じように妖夷と交わったことがあるらしく、その時に生まれたのが遊兵らしい。そのため、雲七や異界を見ることができる。印旛沼で遊兵を鎧として纏おうとするが、西の者に射殺された。

### 西の者
朱松 命（あかまつ みこと）
声 - 内田直哉
西の者の首領で、左頬に十字の傷がある男。漢神を操ることが可能。
巖見（いわみ）
声 - 野島裕史
西の者の一人で呪い師。印旛沼で祇影を内部から操っていたが、駁の攻撃によって、飲み込まれた。
丹生夜（におや）
声 - 高橋研二
西の者の一人で舞手。宰蔵と同種の巫女姿で、妖夷を猛らせる舞を舞うことが可能。前島聖天で宰蔵に討ち倒された。
光月（こうげつ）
声 - 大原崇
西の者の一人で射撃手。前島聖天で奇士達と鳥居耀蔵に討ち倒された。

### その他
跡部 良弼（あとべ よしすけ）
声 - 土師孝也
実在の人物。水野忠邦の実弟。作中では勘定奉行。蛮社改所の直接の上司であり、鳥居とは対立している。
阿部 正弘（あべ まさひろ）
声 - 浜田賢二
実在の人物。後に幕府の老中首座として黒船来航に対処した。作中では25歳で寺社奉行のエリートであり、跡部と組んで蛮社改所を設立した。
土井 利位（どい としつら）
声 - 佐藤正治
実在の人物。下総国古河藩（現在の茨城県古河市）の藩主で幕府の老中。大坂城代就任中に大塩平八郎の乱を鎮めた。水野忠邦とは上知令を巡って対立しており、反水野派の旗頭となっている。蘭学に理解が深く、日本で初めて雪の結晶を顕微鏡で観察した人物でもある。小笠原放三郎に目を掛けている。
水野 忠邦（みずの ただくに）
老中首座として天保の改革を推進した。鳥居耀蔵を重用したが、後に裏切られて失脚する。その後、一時復権した際には逆に遠山景元の讒言により鳥居耀蔵を失脚させた。作中では何度か姿を見せたが、一度も顔を出すことは無かった。
内田 弥太郎（うちだ やたろう）
声 - 有本欽隆
実在の人物。またの名を内田 五観（うちだ いつみ）といい、号は宇宙堂。伊賀者同心出身。高野長英に蘭学を学び、和算・天文・地理・航海・測量に通じた蘭学者となった。後に明治政府に出仕し、太陽暦への改暦の責任者となった。脱獄した高野長英を匿ったとも言われる。作中では、小笠原放三郎・花井虎一・加納政之進の蘭学の師匠。
奥村（おくむら）
実在の人物。本名・奥村増貤（おくむら ますのぶ）、通称・喜三郎（きさぶろう）。下級役人だが蘭学・測量技術に通じ、1838年（天保9年）の江戸湾巡視の際に渡辺崋山から内田弥太郎と共に測量担当者として推薦された人物。
たえ
声 - 久川綾
央太の母親。彼の奇行を心配する。往壓と所帯を持つという望みを抱いていたが叶わず、央太と共に下総に渡る。
央太（おうた）
声 - 西村ちなみ
異界に魅せられた少年。住んでいた村が深刻な不作になり、山神に生贄として捧げられる。しかし、実際は父親（声 - 朝倉栄介）が不作の時に娘（央太の姉）を殺してその肉を食らって以来、その味を忘れられず央太をも食らおうとするためであった。逃げ出した央太はそれ以降、母と共に浮民となる。
篠（しの）
声 - 井上喜久子
往壓の昔馴染で雲七とは恋仲だった。雲七が往壓に殺されたことに立腹し、彼を追っている。たえ同様に息子がいる。
玉兵（たまへい）
声 - いずみ尚
岡っ引きの親分。往壓とは元々仲がよかったが、彼が浮民と知って以来、彼を捕らえようと追い回すがいつも逃げられてしまう。奇士の面々の素性に詳しい（とはいえ、作中で断片的に語られた程度）。いけ好かない性格で、日頃から町人を相手に袖の下をせしめている他、お調べなどと理由を付けては吉原にタダで入り込んでいる。だが、追い回しながらも「妖士」として生きる往壓の生き方を認めているような節もある。
村沢 新三郎（むらざわ しんさぶろう）
声 - 小野坂昌也
かつて宰蔵が居た歌舞伎小屋の花形役者。かつて宰蔵の父とは舞台上で肌を重ねるほどの仲だったが、火災の際に自身は辛くも助かるも、本来美しかった顔に酷い火傷を負ってしまう。
五郎太（ごろうた）
声 - 陶山章央
宰蔵の古い知人で、仕込み扇子などを調達してくれる人の良い人物。商売柄から全国各地との交流が深く、マスラオのことも知っていた。
遠山 景元（とおやま かげもと）
実在の人物。「遠山の金さん」として知られる江戸町奉行。作中では鳥居の政敵として、名前のみ言及されている。現在は町奉行から大目付に昇進（権限が大幅に縮小したため、実質は左遷）している。
加納 政之進（かのう せいのしん）
声 - 三宅健太
小笠原放三郎の友人で、一緒に内田弥太郎に蘭学を学んだ。後に砲術家の高島秋帆に弟子入りするが、海外への憧れを本庄辰輔に利用され、高島を無実の罪で獄に落とすきっかけを作ってしまう。そのため本庄を深く憎み、仇討ちを行おうとした。
嬉野 花魁（うれしの おいらん）
声 - 篠原恵美
吉原でアトルを自分付きの禿（かむろ）として匿っている太夫。花魁という職業柄、男のあしらい方には慣れており、肝も太い。
市野 賢了（いちの かんりょう）
声 - てらそままさき
吉原に詰めている火付盗賊改方。遊女殺しを蝶の妖夷によるものと知らないまま捜査していたが、思いを寄せていた清花が蝶の妖夷に寄生されていると気付く。清花を救うべくアトルに斬りかかるも、刃は彼女を庇った清花の背に。だが、「愛」ゆえか彼自身も妖夷化。往壓に武士として刀で倒された上、公には妖夷の仕業と言えないことから、遊女殺しの犯人とされた。
清花（きよはな）
声 - 千葉紗子
場末の遊女。アトルを庇って市野に斬られたことにより、自らに寄生していた蝶の妖夷と同化。吉原の外に飛び立とうとするが、陽光を浴びながら消滅した。
ニナイ
声 - 東山麻美
アビの姉。彼が山の民を抜ける原因となった人物。アビは妖夷にさらわれたと思っていたが、実は山の民に嫌気が差して自ら妖夷の嫁となった身であった。現在は異界に住んでいる。
マスラオ
声 - 浪川大輔
蓬莱村でからくりを操る機の民。山の民時代のアビとは古き民同士、暮らす土地を共有したこともある間柄。宰蔵の仕込み扇子は彼の細工によるものである。ニナイの姿を偶然目撃し、その所在を奇士達に教えた。
本来は『機巧奇傳ヒヲウ戦記』の登場人物（主人公の父親）。本作には青年時の姿でのクロスオーバー登場となった。
成川 美信（なりかわ）
声 - 田中正彦
山崎屋の主。平田国学に傾倒。
米吉（よねきち）
声 - 千葉一伸
山崎屋の用心棒。ブーメランのような刀剣を使う。不作で村ごと逃げ出し山を登っていた所に、山の民と出会ってしまう。突如出現した於偶に自分以外を殺されてしまい、ニナイが産み落とした涙孥を手土産に山崎屋に入る。成川と共に鳥居の暗殺計画を実行するが失敗し、逃亡を計るも仲間共々殺された。
お徳（おとく）
声 - 松岡洋子
往墮の母親。老いのために若干の認知症を患っているが、往墮が帰ってきた時は大きくなった我が子であると一目で看破。幼名の爽也ではなく、往壓と呼んだ。
養子の竜導往壓
声 - 藤原啓治
かつて竜導往壓が実家を出た後、家督を継がせるべく母方の親戚筋から養子として迎えられた男性。気弱な性格をしている。土方歳三に名と脇差をそれぞれ譲った後、姿を消した。後に往壓本人との会話を経て覚悟を決め、竜導家に戻ることを決心する。
土方 歳三（ひじかた としぞう）
声 - 野沢雅子
実在の人物。後に結成される新選組の副長となる運命だが、作中ではまだ武士に憧れる少年。養子の竜導往壓と偶然出会い、その名と脇差を受け継いだ。脇差が妖夷化した際、箱館戦争での自身の最期を垣間見たが凹まず、果敢に生きる決心の下、江戸を去っていく。ちなみに、作中に登場した奉公先は松坂屋の前身「いとう呉服店」に当たる。
川村 修就（かわむら ながたか）
声 - 梁田清之
実在の人物。新潟奉行。お庭番出身。
明楽（あけらく）
声 - 川原慶久
川村の部下。新潟沖での捕物中、殺生石の力を加えられた狼の死体と融合し、妖夷・西牙となってしまう。以来、妻と同じ火薬の匂いがする女達を襲っていた。
岡田 図書（おかだ ずしょ）
声 - 江原正士
某藩の勘定方。財政難を理由に、鎖国で禁じられた外国との貿易に当たる朝鮮産の竹売却を余儀なくされたため、切腹させられる。その最期は、アトルにこの世の不条理を改めて実感させることとなった。竹島事件で切腹させられた、石見浜田藩士の岡田頼母と松井図書がモデル。
太作（たさく）
声 - 三戸耕三
印旛沼で働く青年。過酷な工事を中止させるべく妖夷の仕業と見せかけて悪い噂や事故を装うが、父親が蝦蟇の妖夷になってしまう。妖士達に助けを求めるが、完全に妖夷化した時点で人間としては死亡したも同じ存在となった父親を助けることはできず、その亡骸の前で絶望。自分から蝦蟇の妖夷と化し一行に襲い掛かるが、本庄に倒される。
高野 長英
声 - 大塚明夫
実在の人物。蛮社の獄で投獄され、その後脱獄した洋学者。本作ではOVA版のキーパーソン。暗殺された和訳者の怨念で妖夷化した聖書を用いて妖夷を操る術を身に付けており、脱獄のきっかけとなった牢屋の火事も、宰蔵を利用して妖夷「赤猫」を生み出して引き起こしたものとなっている。

## 用語説明
奇士（あやし）
蛮社改所に所属し、各地の怪異事件の噂を集め、諸国に潜む妖夷を倒す者のこと。奇士は一度妖夷を喰うと、それ以外のものでは舌を満たすことができなくなり、以降は妖夷を倒して喰い続けなければならなくなる。
前島聖天（まえじましょうてん）
蛮社改所の本部が置かれている場所。江戸元閥が神主を務める。奇士たちはここで集会を開き、妖夷の肉を喰ったり、燻製に加工したりしている。江戸城の真下にあり、そこへの入り口は江戸中の随所に隠されている。ここに眠る地の神の正体は、関東より北の民の血を啜ってきたムカデの妖夷であった。
漢神（あやがみ）
往壓の特殊能力。人や物の名前に使われている、もしくはその意味に含まれている漢字から、その由来となった事象を取り出し、具現化することが可能（例：「父」→斧、「往」→鉞）。
妖夷（ようい）
異界から、人間の業と共に出現する怪物。幽霊の類ではなく骨肉を持つ。倒された後は、奇士によって喰われる。妖夷の肉は一度食べるとその虜となり、他の食べ物では満足することができなくなってしまう。山子やケツアルコアトルのように特定の神の姿が実体化する例もあり、また山の民、海の民、機の民などの古き民からは「神」として崇拝されている。その正体は、「神」が人間界に降りるために纏う鎧の成れの果てで、鳥居曰くそれが妖夷の真の姿。人の思いと異界の力が妖夷を生むが実際に人が見たことは殆ど無く、人間が神に近い思いを持つことで妖夷が目覚め暴れる。
浮民（ふみん）
架空の設定。貧困で家を無くした者や流浪の身になった者のこと。寄場に収容されることを義務付けられ、ここから抜け出した者は「はぐれ浮民」と呼ばれる。なお、2回抜け出し捕まると入れ墨を入れられ、3回抜け出すと斬首となる。
異界（いかい）
往壓・アトル・狂斎が見たという、現世でない世界。「異界」とは往壓が付けた名であり、正式な名称は不明。赤を基調とした世界で、常に花が咲いていたり鯉のような魚が泳いでいる、不思議な空間。基本的には現実に絶望しているか、異なる世界への憧れ、関心が強い者が開いたり、迷い込んだりする傾向がある。その実態は神の世であり、かつて降り立った八百万の神たちは異界から人間界にやって来たが後に異界へと帰った。その際に神が残したのが「妖夷」である。
殺生石の欠片（せっしょうせきのかけら）
本来は那須にある九尾の狐が変化したとされる石だが、作中では日光街道沿いに点在する、妖夷を活性化させる石。
西の者（にしのもの）
謎の仮面の集団。目的などは不明だが、札や漢神を使う能力を持っている。その正体は天皇家のもう一つの血統「後南朝」の末裔であった。
草薙の剣（くさなぎのつるぎ）
三種の神器の一つ。熱田神宮に奉納されているが、作中では南北朝期の混乱の中で後南朝側に持ち出されていた。また、竜のみを傷付けることが可能で、人間を傷付けることは不可能という設定でもある。後に元閥によって破壊された。

## 漢神一覧
※五十音順
愛（あい）
後ろを振り向いて立つ人の形に、心を加えた字。後（過去）に惹かれるという意味。
芥（あくた）
「介」（鎧を表し「隔てる」という意味）が含まれており、攻撃を防いだ。周りのゴミから取り出した。
神火（あび）
山の民の言葉で、火山を表す。この文字の象徴は「炎」。その炎で妖夷を攻撃することができる。また説九では、アビ自身が所持していた槍に炎を付加させて攻撃するという応用を見せた。この漢神は当初、往壓の意思とは無関係に発現した。
妖（あやかし）
「笑」の字に女が加わった文字。
異（い）
両手を高く挙げた鬼を表す字。ニナイが石に封印していた自分の名。
倛（ぎ）
人が仮面を被った姿を表し、「偽り」という意味を持つ文字。偽り、即ち空虚を意味するため、この文字からは漢神を出すことはできなかった。
偶（ぐう）
動かない姿の神像を示す字から成る。偶像を意味する。
雲（くも）
往壓が殺めてしまった雲七に吸い込まれた文字。元々は「云」という文字だけで雲という意味を持っていた。巨大な雨雲に隠れた竜の尾、竜尾を形取った文字が「云」であり、往壓の「俺が竜で、お前が雲」というのは両方の文字に竜が共通しているため、それを洒落たもの。
元（げん）
人の始まりを示す文字。竜になりかけていた往壓は、この漢神で人に戻ることができた。
宰（さい）
最古の漢字字典『説文解字』においては、針で自らを裁くという意味で罪人を示していたとされるが、近年の甲骨文字の研究により、本来は王を補佐する宰相という意味であることが判明した。その字形は、神に捧げる肉を切り分ける祭祀刀を象ったものである。
酒（さけ）
酒樽を表した文字。
士（し）
鉞の刃の部分を下にした形。その大きいものが「王」である。「王」「士」共に、身分を示す儀器である。
切（せつ）
漫画版に登場。往壓がトランプ（切り札）のジョーカーから取り出した。
爽（そう）
人の正面を表す「大」に胸の左右に入れた墨の文様を表す字。婦人が亡くなった時、その屍に悪霊が憑くことを祓うために、朱で墨を入れたという。母親が与えた往壓の幼名である爽也の「爽」から往壓の身を守る結界として発動した。
父（ちち）
「父」の象形文字は、斧を持つ手の形である。指揮権を持つ人を表し、父親の権威という意味を持つ。2本の斧を武器とする。
孥（つまこ）
奴隷にされた子供を表した文字。
鳥（とり）
鳥居耀蔵から取り出された、鳥の全身像を表した象形文字。鳥の形をした乗り物となり、妖夷と戦うために妖士達が乗った。
貘（ばく）
草間に日が沈む意味を持つ「莫」に、獣偏を加えた字が「獏」である。西の者達が殺生石の力を使い、「莫」の漢神に狢（むじな）を合体させたために、巨大な妖夷「獏」が生まれた。本来は悪夢を好んで食す存在として有名な伝説の生物であるが、作中では登場時に長い鼻のような器官を使って妖夷の「元」になっているエネルギーを吸い込み、封印されていた妖夷を呼び出した。
駁（はく）
馬に爻（こう）を加えた字。奇獣の名でもある。往壓が「爻」の漢神を導き出し、雪輪と合体して駁竜という霊獣になった。竜のような姿をしているが、顔は人間に近い。
閥（ばつ）
閥に含まれる伐は矛で罪人を斬る意味。
放（ほう）
放は方と攴を組み合わせたもの。方は木に架けられた死体を表し、それを殴って（攴は殴るという意味）悪霊を放逐するという意味を持つ。
道（みち）
敵将の首を道に並べる様子を表した文字。
往（ゆき）
甲骨文にある往の字は、王位を象徴する儀器である鉞（まさかり）の形に、足を表す字を加えた字形から成り、王の出向に際する呪いの儀式を示す。それに、ぎょうにんべんを加えたものが「往」である。往壓は倛倛から漢神を取り出そうとしたが失敗し、霧散してしまった。そこで自分の名、往壓の「往」から鉞を取り出し武器とした。
流（りゅう）
「流」は、二水の間に人の倒れた姿を加えた字から成った。古来、川が氾濫すると多くの犠牲者が出たことから、人が浮流することを意味するという。往壓はこの漢神から作り出した2本の水柱で、鰻の怪を倒した。
竜（りゅう）
頭に針のような角が生えた蛇を表す。針の鞭のような武器を出す。
列（れつ）
首を切る刀と、斬られる首を示す。敵兵の首を斬り並べる様子を表したもの。
笑（わらい）
人が笑って踊っている様子。

## 妖夷
山子（やまご）
象のような体を持ち、仮面のような顔を持つ妖夷。元は陸奥の農村で信じられていた山神が実体化したもの。
その肉体には央太の父親が取り込まれているため、漢神「父」を持っていた。
漫画版では過去に生贄にされた子供達の怨念が実体化した存在で、央太の父が死に際に抱いた殺意により央太を追いかけていた（漫画版では農村の因習としての「口減らし」を主軸にして描かれている）。
列甲（れっこう）
戦が無くなり不要とされた武具が妖夷化したもの。家宝の鎧が売られたと騒ぐ武家のご隠居が呼び出してしまった。
倛倛（ぎぎ）
見世物小屋の人形が遊兵と合体し、妖夷化したもの。「偽り」を意味する名のため、漢神を実体化できない。
遊兵（あそべ）
南町奉行所が使役している河童のような妖夷。
涙孥と同じく人と妖夷との間に生まれた存在であり、ソテが産み、風呂で卵から孵している。
登場の度に暴走しては、被害を大きくしてしまうことが多い。
ケツアルコアトル
アトルの愛馬である雪輪を参照。
豊川狐（とよかわぎつね）
声 - 勝生真沙子
芝居町に現れた妖夷。狐なので化けることが得意。美女の姿に化け、女芝居の豊川一座として活動する座頭（ざがしら）として、宰蔵の前に姿を現す。
雲七によると稲荷の化身で、他にも無数の狐が存在する上、江戸にある無数の稲荷に人が祈る度に後述の狐の形を成すため、完全に倒すことは不可能だが、あくまで人の真似をして芝居をしたり、少し驚かしたりするだけとのことで、人に積極的に危害を加えるわけではない様子。
普段は豊川の辺りに住んでいるようだが、稲荷の社を媒介にしてどこへでも姿を現せる上、江戸中の稲荷たちと会話できる。劇中では雲七と融合した雪輪を除けば、唯一知能を持つ妖夷である。
旧芝居町で奇士達を襲ったが、左前足を斬られて奇士達に食べられてしまった。ちなみに上等な妖夷であり美味いらしい。
当初は面にまつわる事件の黒幕かと思われたが、実際は無慈儺が自分たちの縄張りを荒らし始めたので、宰蔵を利用して追い払おうとしていただけであった。
無慈儺が宰蔵に憑いた後は、稲荷の社に好物のいなり寿司や油揚げなどを供えると姿を現し、奇士達に協力した。
狐（きつね）
声 - 山崎バニラ
豊川狐の配下。普段は可愛らしい子狐を模した姿をしているが、感情が高ぶると無数の鋭い牙を剥き出しにした姿へと戻る。本性も豊川狐同様。
無慈儺（むじな）
色々な面の妖夷。元々は宰蔵が持っていた面が妖夷化した。人に取り憑き別のものになりたいという願望を喰らう。
宰蔵に取り憑いて共に舞いながら芝居町に向かっていたが、往壓の説得で解き離れて集合体となったところを、宰蔵の漢神に倒された。
ろくろ首（ろくろくび）
日光街道で竜導と放三郎が最初に倒した妖夷。小泉八雲の小説に登場する、いわゆる「抜け首」の方のろくろ首。元は寺の住職、すなわち人間だったらしい。
ろくろ首には首が抜けている間に首から下の身体を隠されると元に戻れなくなるという伝承があり、それに従った往壓達は、倒すことに成功した。
ちなみに体は人間だが抜けた首は化け物顔。
こんな顔かい
二段構えで人を脅かすのっぺらぼう（小泉八雲の『怪談』を参照）と同じような妖夷だが、こちらは顔が腰まで垂れ下がっている。
鰻（うなぎ）
川に住んでいる巨大な鰻の妖夷。
人に化け、釣り人に「鰻を釣るならこの川には主がおり、五尺ほど（約151cm）の鰻が釣れたら川に返して欲しい」と言っては、川の深みにはまったところを餌食にしていた。無数の鰻へ変化することも可能。
茶釜（ちゃがま）
空を飛ぶ茶釜の妖夷。西の者が獏を出現させたと同時に、大量発生した。
獏（ばく）
西の者達が呼び出した巨大な妖夷。
日光東照宮の宝塔に眠っている徳川家康の霊を封じ込めた上で「莫」という字に狢を加え「獏」になり、殺生石の力で出現した。
鉄を喰らう霊獣であり、「有り余る程の鉄＝平和な時代」を象徴する存在であるため、あらゆる武器が通じない。
他の妖夷を活性化させ長い鼻の様な器官でそれらを取り込み力を増して行くが、殺生石を放三郎に破壊され、弱体化したところを駁竜に倒された。
花変（かへん）
清花の隣室に遺体として置かれていた、蝶が好きな遊女の想いが妖夷化したもの。
遊女に取り憑き、蛹のように骨や肉が区別できなくなるほどに体内を溶かして成長していきながら、最終的には背中の皮膚を大きく破って羽化する。取り憑かれた遊女には蝶の彫り物が浮き出て、妙に色気を持つようになる。
市野が清花の背中を斬ってしまった際には、清花自身が蝶の妖夷となり、市野も蝶の妖夷と化した。最期は清花は吉原の外へと飛んで行き、静かに体が砕け消え、市野は往壓によって漢神を刀で斬られ倒された。しかし斬られる前から既に市野は死んでいた。
於偶（おうぐ）
アビの姉、ニナイの心が生み出したジャミラ似の妖夷。
涙孥を傷付けるとその者の背後に現れ、腕の鋭い爪で切り殺す。また、その体内は異界へと通じている。
ニナイをさらったとされていたが、実際は「山の民の暮らしから抜け出したい」と願う彼女の願いに応えての行動だった。
涙孥（るいど）
ニナイと於偶との間に生まれた、アメーバのような姿をした小型の妖夷。
ニナイ曰く、妖夷そのものは異界に住み続けることはできないため、この世へと産み落とされた。
背中から肉の瘤が突き出ており、山崎屋や雇われの浪人達はそれを食べていた。
瘤を取って食べることは、他の妖夷の肉と同じくその味の虜になるだけで済むが、本体部分を傷付けると於偶が出現して皆殺しにされる。
金士（かなし）
竜導家の脇差が往壓と異界に行った際に妖夷化したもの。
「往」と似た鉞の型をしているが色は黒く、紅い眼が付いている。頭部は『ガメラ2 レギオン襲来』に登場したレギオン似。
他の武器を妖夷化して取り込む能力を持っている。巨大化後は頭部がカブトムシ、胴体がムカデのような姿となる。
西牙（せいが）
声 - 川原慶久
西洋から取り寄せられた狼（吸血鬼）の死体が、西の者達によって殺生石の力を加えられた後、明楽と融合することで、『BLOOD+』の翼手のようなコウモリ似の羽や腕を持つ異形の姿へと変貌した。
西洋の狼の死体にあった牙という漢神と殺傷石にから出した西という漢神が一つになり西牙という名になった。
西の者達が作り上げた仮の名前のため、この名前から漢神を引き出すことは不可能。
赫水（しゃくすい）
酒を飲むと暴力的になる父親を持つ娘の徳利が妖夷化したもの。可愛らしい姿をしているが、水や酒を取り込むことで巨大化する。
娘の「酒によって豹変する父親を見たくない」という気持ちに呼応し、酒蔵を破壊して回っていた。
放三郎は「酒→ヨッパライ→大トラ」という連想から、当初は「水虎」（すいこ）であると考えていた。
蝦蟇（がま）
西の者達が因幡沼の人達を妖夷化したもの。
二足歩行する巨大なガマガエルと言った風体だが、眼部が落書きの様な紋様となっている。
祇影（ぎえい）
印旛沼での事件で再び現世に絶望したアトルが生み出した妖夷。元閥曰く、安房に伝わる妖怪「赤えい」で西洋のレヴィアタンに相当する海竜らしい。
人魚（にんぎょ）
漫画版に登場。よく知られる人魚とは性質がやや異なっており、交わった男は体内に人魚の子を入れられ、不死と治癒能力を得るが、やがては人魚の子が腹を食い破ってしまう運命にある。
竜（りゅう）
物語において度々その名が登場する。元閥曰く、竜は天地の神であり天津神を現す物。
首（くび）
強力な竜。『奇士神曲』での描写によればヤマタノオロチ（本作では国津神という設定）の8本の首に相当する存在であるらしく、鳥居は往壓に首たちを取り込ませることで国津神を蘇らせ、帝や異国から徳川の世を守る力とすることを目論んでいた。
作中に登場した妖夷のうちケツアルコアトル、駁竜、獏、祇影、百足がこれに該当し、高野長英曰く残る3本は遠い異国とのこと。
駁竜（はくりゅう）
往壓とケツアルコアトルが融合した姿。
黄金の竜
駁竜が祇影を喰らい、更なる変化を遂げた姿。
百足（むかで）
前島聖天に祀られていた神の正体である巨大妖夷。朱松をはじめとする西の者達が、世の不条理を嫌うアトルを利用して復活させた。
元閥曰く、神話で蛇(竜)と争うものであり、朱松は国津神の守り神であったと推測している。
その身には徳川の世への恨みが満ちており、朱松は生まれる将軍家の子供に憑りつかせ、国を破壊しようと目論んでいた。
妖士達と鳥居によって仲間を全滅させられた朱松の鎧となり、異界へ逃げ込もうとしたが、妖士達の総攻撃により倒され、朱松共々消滅した。

## 備考
- 放送開始直前の、2006年9月30日17時30分よりキャイ〜ン司会で、一足早く「妖奇士」の情報がわかる特別番組「天保異聞 妖奇士 説零（ぜろのはなし）」を放送した（静岡放送・中国放送は、10月7日17時30分より放送）。
- 2006年12月30日は『第48回日本レコード大賞』（18:30 - 21:54）放送に伴い、本来当番組の後に放送される『JNNイブニング・ニュース』が18:00 - 18:30枠に繰り上がったため、当番組が休止となった。
- 放送開始3か月後の2007年1月5日・6日にはMBS・TBSとTOKYO MXにて、ナビゲーション特番『天保異聞 妖奇士 ナビ 〜奇士5人衆vs妖夷 壮絶バトル七番勝負!〜』が放送された。本作の前番組である『BLOOD+』などのナビゲーション番組が、関東圏ではTBSではなく南関東の独立局で放送されたという例はあるが、TBSと独立局の双方で放送されたことや、TBSでの放送数時間後に独立局で放送されたことは、非常に希有な例である。
- 作中には度々、未成年者の宰蔵やアトルが飲酒するシーンが出てくるが、こうしたシーンの直後には「二十一世紀ではお酒は二十歳になってから。」という注意書きが挿入された。
- 2007年3月10日放映の説二十二「帰ってこないヨッパライ」の本編において「竹島は朝鮮の領土」と受け取れる発言を登場人物が行ったが、作中の当時「竹島」と呼ばれていた島が当時から現在に至るまで朝鮮（韓国）領と見なされている鬱陵島を指すことは史実であり、時代考証的には間違いではない。なお、そのシーン直後に当時の竹島と今の竹島は別物であり、現在の竹島はこの当時から日本領である旨を花魁の視聴者への説明という形で明言している。脚本を書いた會川昇は、放送当日に発売されたアニメージュ2007年2月号のインタビューにおいて、「この題材を用いたのは、この世の不条理を表現する例として天保年間に実在した竹島事件をモデルにしただけで、現在の日韓関係へ言及する意図は無い」との旨を述べている[要ページ番号]。
- 説一の作画監督をはじめ本編に深く関わったアニメーターの逢坂浩司（2007年9月24日死去）にとって、本作は遺作となった[10]。

## スタッフ
- 原作 - 會川昇、BONES
- 監督 - 錦織博
- 助監督 - 宮尾佳和
- 脚本 - 會川昇
- キャラクターデザイン - 川元利浩
- ゲストキャラデザイン - 川上暢彦（説一 - 説十八・説二十一）、亀井治（説十一）、逢坂浩司（説十六・説十八）、山本尚志（説十九・説二十）
- コンセプトデザイン - 草彅琢仁
- プロップデザイン - 山本尚志（説一 - 説十二・説十九・説二十）、福地仁（説十一・説十二・説十五 - 説十八・説二十）、金田尚美（説十七・説十八）
- 異界デザイン - 山形厚史
- 漠神デザイン・画面効果設計 - ねこまたや
- 戦闘設計 - 横山彰利（説一 - 説十二）
- 美術デザイン - 成田偉保、金平和茂
- 美術監督 - 佐藤豪志
- 色彩設計 - 岩沢れい子
- 撮影監督 - 大神洋一
- 編集 - 小野寺桂子
- 音楽 - 大谷幸
- 音響監督 - 三間雅文
- 協力 - 認定NPO法人文字文化研究所、人間文化研究機構国立歴史民俗博物館、ワープステーション江戸
- プロデューサー - 南雅彦、丸山博雄、大山良
- アニメーション制作 - ボンズ
- 製作 - 毎日放送、アニプレックス、ボンズ

## 主題歌
歌詞字幕はなし。
オープニングテーマ
「流星ミラクル」（説一 - 説十二）
作詞・作曲 - 水野良樹 / 編曲 - WESTFIELD / 歌 - いきものがかり (Epic Records)
「LONE STAR」（説十三 - 説二十五）
作詞・作曲 - 永友聖也 & 久保田光太郎 / 編曲 - キャプテンストライダム & 久保田光太郎 / 唄 - キャプテンストライダム (Yeah!Yeah!Yeah!Records)
エンディングテーマ
「Winding Road」（説一 - 説十二）
作詞・作曲 - 岡野昭仁 / 編曲 - ak.homma. & ポルノグラフィティ / 歌 - ポルノグラフィティ (SME Records)
「愛という言葉」（説十三 - 説二十五）
唄・作詞・作曲 - 紗希 (Palm Beach Inc.) / 編曲 - 紗希 & Ikoman

## 各話リスト
| 話数     | 放送日         | サブタイトル           | 絵コンテ        | 演出       | 作画監督                            |
| -------- | -------------- | ---------------------- | --------------- | ---------- | ----------------------------------- |
| 説一     | 2006年 10月7日 | 妖夷、来たる           | 錦織博 宮尾佳和 | 錦織博     | 逢坂浩司                            |
| 説二     | 10月14日       | 山の神堕ちて           | 錦織博          | 佐藤育郎   | 堀川耕一                            |
| 説三     | 10月21日       | 華江戸暗流             | 宮地昌幸        | 宮地昌幸   | 松田剛吏、谷口淳一郎                |
| 説四     | 10月28日       | 生き人形               | 宮尾佳和        | 宮尾佳和   | 菅野宏紀、亀井治                    |
| 説五     | 11月4日        | ひとごろしのはなし     | 坂田純一        | 安斎剛文   | 谷口守泰、亀井治 菅野宏紀、松田剛吏 |
| 説六     | 11月11日       | 竜気奔る               | 湖山禎崇        | 清水明     | 桝井一平                            |
| 説七     | 11月18日       | 竜は雲に               | 福田道生        | 宮原秀二   | 逢坂浩司、織田広之 山本尚志         |
| 説八     | 11月25日       | 狐芝居                 | 宮尾佳和        | 金子伸吾   | 工藤裕加、小平佳幸 長谷部敦志       |
| 説九     | 12月2日        | 面と怨                 | 坂田純一        | 恒松圭     | 山森淳準                            |
| 説十     | 12月9日        | 弥生花匂女神楽         | 石平信司        | 池畠博史   | 野口寛明、堀川耕一                  |
| 説十一   | 12月16日       | 日光怪道               | 福田道生        | 来留須譲二 | 亀井治、谷口守泰 小田真弓           |
| 説十二   | 12月23日       | 駁竜、月に吠える       | 横山彰利        | 横山彰利   | 菅野宏紀、横山彰利                  |
| 説十三   | 2007年 1月6日  | 地獄極楽風聞書         | 錦織博          | 錦織博     | 山本尚志、織田広之                  |
| 説十四   | 1月13日        | 胡蝶舞                 | 宮尾佳和        | 土屋日     | 桝井一平                            |
| 説十五   | 1月20日        | 羅生門河岸の女         | 福田道生        | 宮尾佳和   | 堀川耕一、田中誠輝                  |
| 説十六   | 1月27日        | 機の民                 | 錦織博          | 中川聡     | 金一培                              |
| 説十七   | 2月3日         | 幽世                   | 宮尾佳和        | 鳥羽聡     | 山本善哉、石井ゆみこ                |
| 説十八   | 2月10日        | 漂泊者の楽園           | 須永司          | 佐藤育郎   | 亀井治、菅野宏紀                    |
| 説十九   | 2月17日        | 三人往壓               | 福田道生        | 千葉大輔   | 織田広之、山本尚志 谷口守泰         |
| 説二十   | 2月24日        | 不忍池子守唄           | 錦織博          | 柳瀬雄之   | 堀川耕一、田中誠輝                  |
| 説二十一 | 3月3日         | 星夜に果つ             | 宮尾佳和        | 伊藤秀樹   | 伊藤秀樹                            |
| 説二十二 | 3月10日        | 帰ってこないヨッパライ | 福田道生        | 土屋日     | 桝井一平                            |
| 説二十三 | 3月17日        | 印旛沼古堀筋御普請     | 宮地昌幸        | 白石道太   | 坂本千代子、山本善哉                |
| 説二十四 | 3月24日        | 後南朝幻想             | 宮尾佳和        | 宮尾佳和   | 菅野宏紀、亀井治                    |
| 幕間     | 3月31日        | ヒトハアヤシ           | 福田道生        | 佐藤育郎   | 逢坂浩司、織田広之 山本尚志         |

## 映像ソフト化
- DVDは2007年2月28日 - 同年10月24日に発売。全8巻で後述のように6巻以降はOVAが収録されている。

## OVA
『天保異聞 妖奇士 奇士神曲』（てんぽういぶん あやかしあやし あやししんきょく）のタイトルで、テレビシリーズから半年後が舞台。DVD第6巻以降に全5話が収録されている。
ダンテの『神曲』がモチーフとなっている。
| 話数 | サブタイトル | 絵コンテ | 演出     | 作画監督 | DVD収録巻数 |
| ---- | ------------ | -------- | -------- | -------- | ----------- |
| 獄一 | 嘆きの河     | 宮地昌幸 | 佐藤育郎 | 堀川耕一 | 第6巻       |
| 獄ニ | ディーテの市 | 宮尾佳和 | 恒松圭   | 山本善哉 | 第7巻       |
| 獄三 | 煉獄山       | 福田道生 | 福田道生 | 菅野宏紀 | 第7巻       |
| 獄四 | 地上楽園     | 宮尾佳和 | 佐藤育郎 | 亀井治   | 第8巻       |
| 獄五 | 神話         | 錦織博   | 錦織博   | 川元利浩 | 第8巻       |

## 漫画
スクウェア・エニックス発行『ヤングガンガン』の2006年19号から2007年15号まで、漫画版が連載されていた。作画担当は、蜷川ヤエコ。
- 第1巻 - 2007年3月25日発売
- 第2巻 - 2007年10月25日発売